# Fortaleza de Königstein

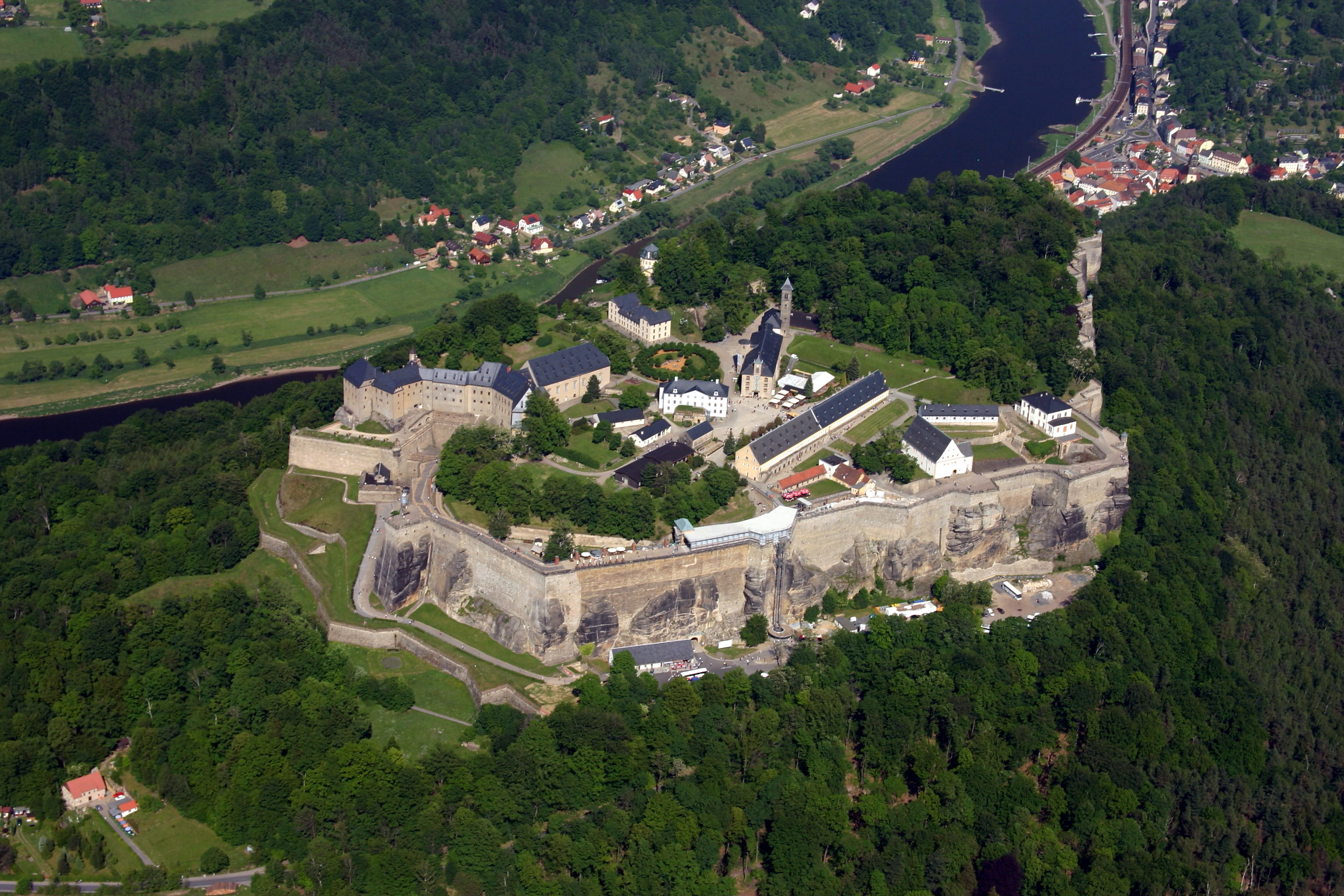
La fortaleza de Königstein en 2008.

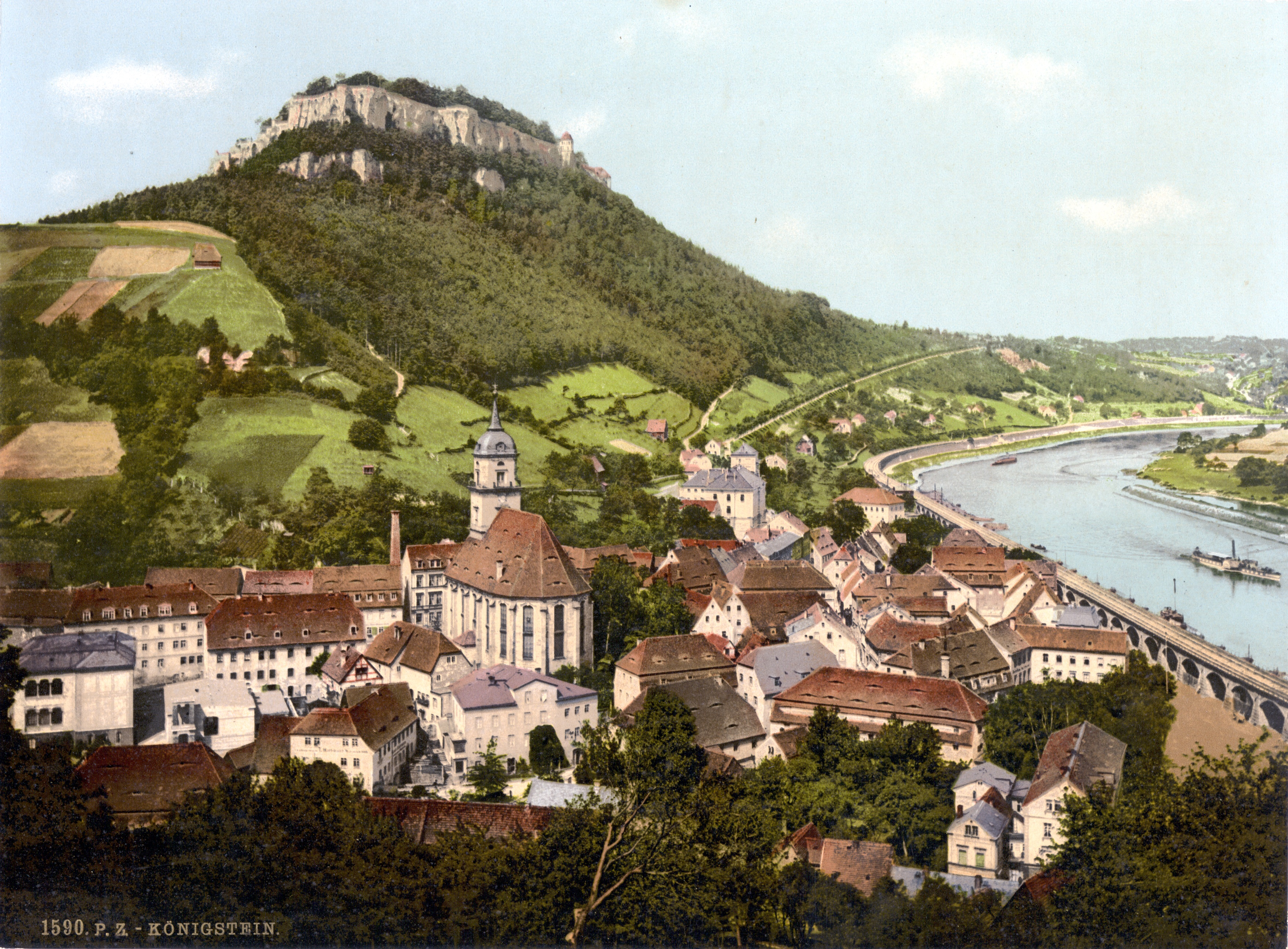
Representación de la fortaleza hacia 1900.

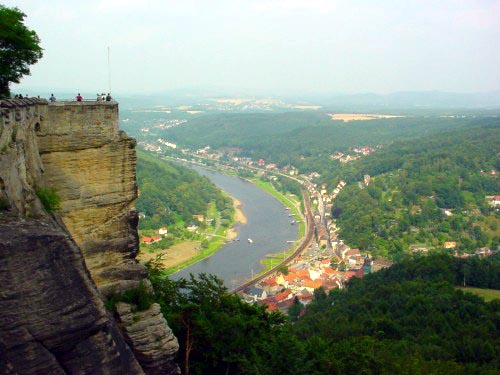
Vista del Elba y el pueblo de Königstein desde la fortaleza.

La fortaleza de Königstein (en alemán Festung Königstein), a veces apodada la "Bastilla sajona", es una fortificación situada en lo alto de una montaña en la región de la Suiza Sajona, cerca del pueblo de Königstein, Alemania. Fue usada durante siglos como una prisión y en la actualidad es una de las atracciones turísticas más importantes de Sajonia, recibiendo cerca de 700.000 visitantes al año.
Está construida en una explanada de 9,5 hectáreas en lo alto de una montaña a 240 m sobre el nivel del río Elba. La muralla tiene 1.800 m de perímetro y hasta 42 m de alto, y está hecha con piedra arenisca. En el centro del recinto hay un pozo de 152,5 m de profundidad, el segundo más profundo de Europa. La primera referencia al castillo de Königstein data de 1241.